# Baralacha La
De Baralacha La is een bergpas in de Indiase Himalaya, in de deelstaat Himachal Pradesh. De pas verbindt drie dalen met elkaar: het Chandradal naar het oosten, het Bhagudal naar het zuiden en het dal naar Sarchu en Zanskar in het noorden. De pas is onderdeel van de Leh-Manali Highway die het achter de Himalaya gelegen Ladakh met de rest van India verbindt.
Vanuit het zuiden volgt de pasweg vanaf Darcha de noordhelling van het Bhagudal, waar de weg hoog boven het dal stijgt. Als het dal vernauwt slingert de weg langs een klein meertje, het Suryatal, omhoog tot de pas. Vanaf de pas gaat een voetpad in het oosten naar beneden het Chandradal in. De weg gaat aan de noordkant naar beneden maar vlakt al snel uit. De hoogvlakte is onbewoond, Sarchu is een verzameling tenten die is opgezet om reizigers op de Leh-Manali Highway een slaapplek te bieden.

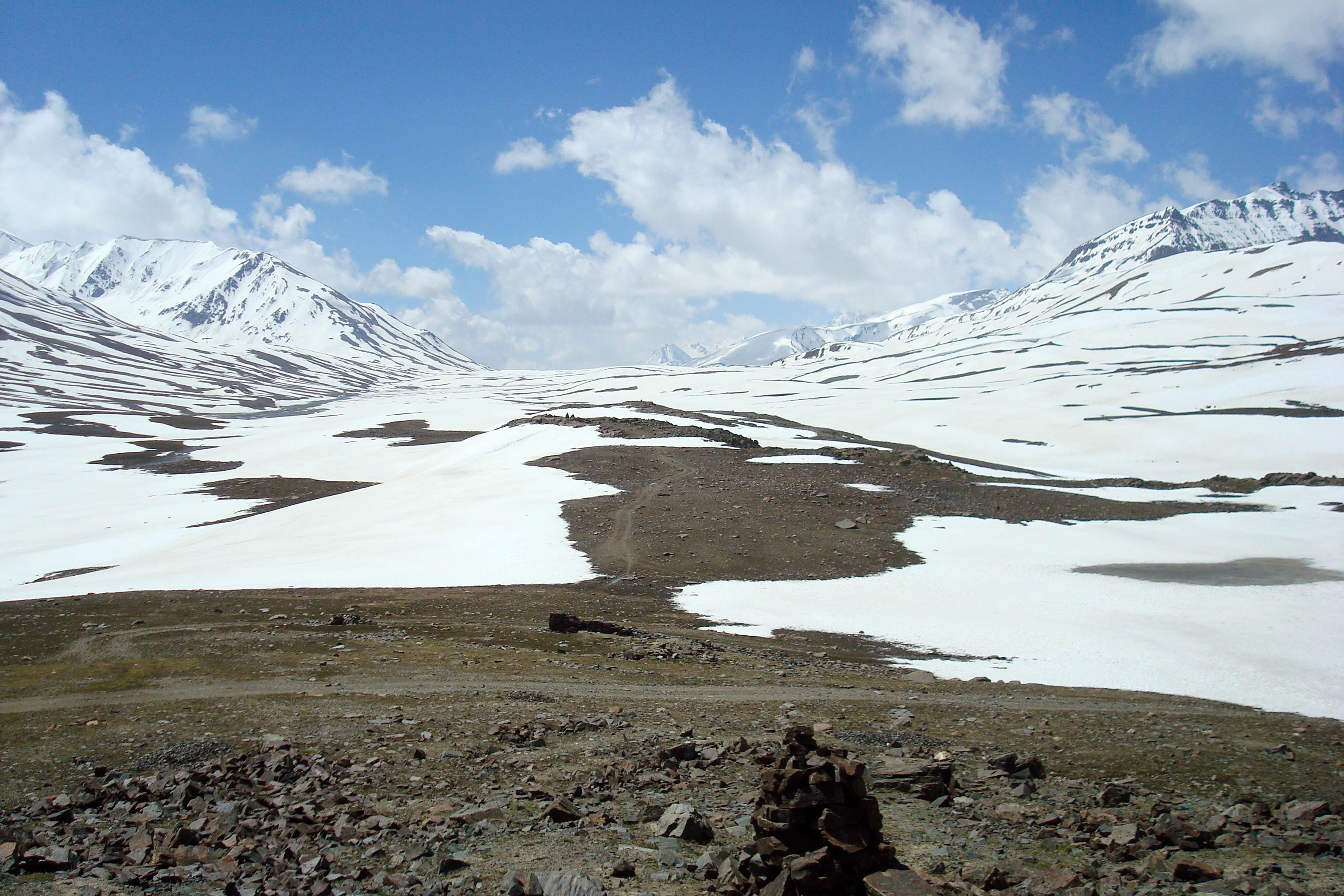
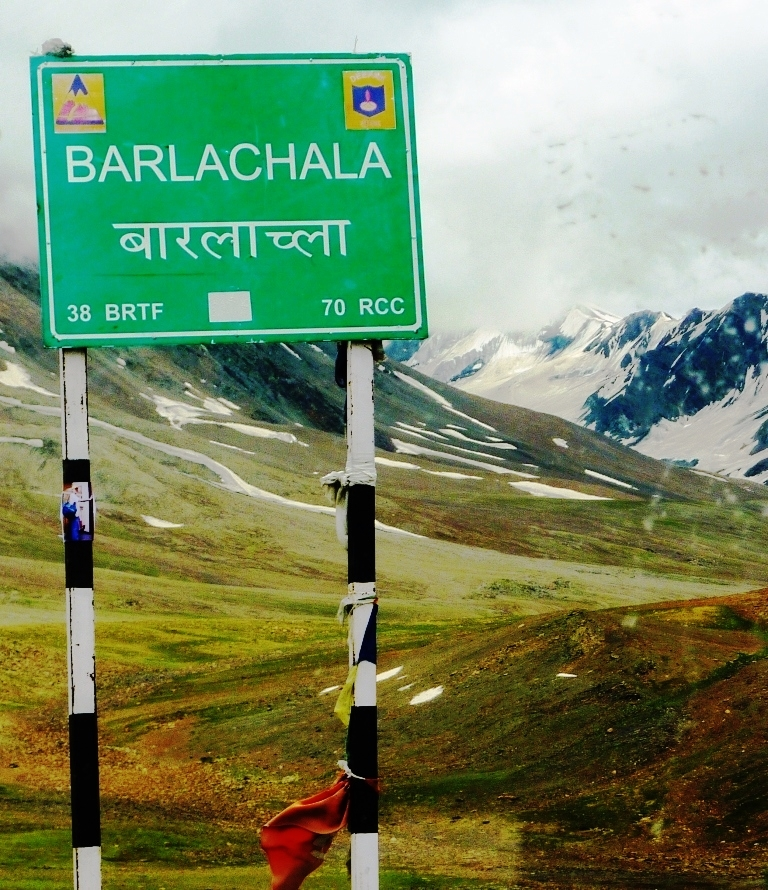
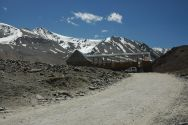
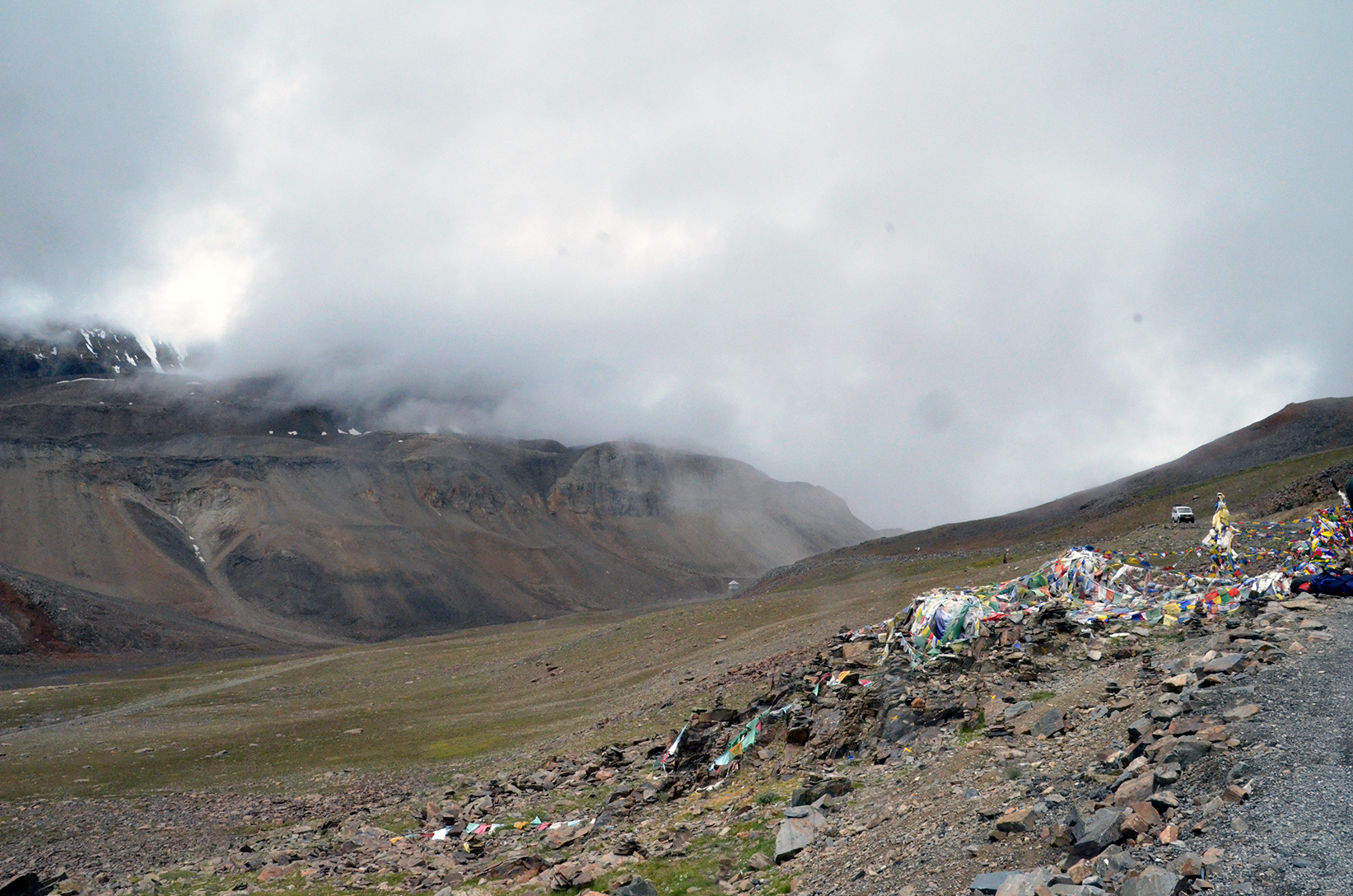